# Microtus oaxacensis
Microtus oaxacensis är en däggdjursart som beskrevs av Candice M. Goodwin 1966. Microtus oaxacensis ingår i släktet åkersorkar och familjen hamsterartade gnagare. IUCN kategoriserar arten globalt som starkt hotad. Inga underarter finns listade i Catalogue of Life.
Individerna når en längd (med svans) av 159 till 163 mm, svanslängden är 31 till 38 mm och vikten är 37 till 43 g. De har 21 till 23 mm långa bakfötter och 12 till 15 mm långa öron. Huvudet kännetecknas av små ögon och små avrundade öron som är täckta med hår. Pälsen på ovansidan bildas av helt svarta hår och av svarta hår med ockra spets vad som ger en svartbrun pälsfärg. Undersidan är täckt av lite ljusare päls och extremiteter bär bara svarta hår. Därför är de gulvita naglar påfallande. Honor har i motsats till Microtus mexicanus två par spenar på buken. Microtus oaxacensis skiljer sig även i avvikande detaljer av kindtänderna från andra släktmedlemmar.
Denna gnagare lever endemisk i en bergstrakt i delstaten Oaxaca i Mexiko. Utbredningsområdet ligger 1500 till 2500 meter över havet. Arten lever i molnskogar och i städsegröna regnskogar. Ibland besöker den fuktiga barrskogar. Antagligen föder honor bara en unge per kull. Individer i fångenskap åt främst jordgubbsplantor samt lite gräs.